# 全日本アンサンブルコンテスト開催会場・期日一覧
全日本アンサンブルコンテスト開催会場・期日一覧では、一般社団法人 全日本吹奏楽連盟・朝日新聞社主催「全日本アンサンブルコンテスト」の開催された会場・期日について記している。

## コンテスト開催会場・期日一覧
連盟加盟支部（本節では所属支部）のこれまでの経緯に関しては、「連盟加盟支部の経緯」を参照のこと。

### 第1回（1977年）-第20回（1996年）
| 回 年度 | 会場                                | 開催県 所属支部   | 座席数 | 開催日                  | 審査員                                                                             |
| ------- | ----------------------------------- | ----------------- | ------ | ----------------------- | ---------------------------------------------------------------------------------- |
| 1 1977  | 武蔵野音楽大学 ベートーヴェンホール | 東京都 東京支部   | 1,085  | 1978年2月11日（土・祝） | 一木瑛美 鈴木良昭 塚田靖 中山冨士夫 三浦徹                                         |
| 2 1978  | 愛知県勤労会館 講堂                 | 愛知県 東海支部   | 1,488  | 1979年3月25日（日）     | 岩崎勇 兼田敏 関根五郎 永長次郎 山田喜代一                                         |
| 3 1979  | 石川厚生年金会館 大ホール           | 石川県 北陸支部   | 1,707  | 1980年3月23日（日）     | 秋山鴻市 北野徹 保科洋 三村園子 山下成太郎                                         |
| 4 1980  | 福岡郵便貯金ホール 大ホール         | 福岡県 西部支部   | 1,260  | 1981年3月21日（土・祝） | 秋本耕二 尾木恒雄 岸辺百百雄 坂口雅教 三好隆三                                     |
| 5 1981  | 宮城県民会館 大ホール               | 宮城県 東北支部   | 1,590  | 1982年3月21日（日・祝） | 岡崎光治 熊田為宏 高橋惇 藤沢孚 村川千秋                                           |
| 6 1982  | 広島市公会堂                        | 広島県 中国支部   | ―      | 1983年3月21日（月・祝） | 石崎一夫 井上一清 小林昭三 阪口新 林原郁雄                                         |
| 7 1983  | 高松市民会館 大ホール               | 香川県 四国支部   | ―      | 1984年3月20日（火・祝） | 石川透 大出孝祐 高橋求 冨岡和男 永岡嘉夫                                           |
| 8 1984  | 宇都宮市文化会館 大ホール           | 栃木県 関東支部   | 2,006  | 1985年3月17日（日）     | 新井汎 鈴木尚雄 祖堅方正 藤井一男 松本熙                                           |
| 9 1985  | 函館市民会館 大ホール               | 北海道 北海道支部 | 1,370  | 1986年3月21日（金・祝） | 伊藤清 金子義人 佐々木茂 増永弘昭 渡部大三郎                                       |
| 10 1986 | 愛知県勤労会館 講堂                 | 愛知県 東海支部   | 1,488  | 1987年3月21日（土・祝） | 北野徹 多戸幾久三 田宮堅二 冨岡和男 永長次郎                                       |
| 11 1987 | 広島厚生年金会館 ホール             | 広島県 中国支部   | 2,001  | 1988年3月20日（日）     | 赤松二郎 伊藤清 坂上弘志 佐倉友章 松崎祐一                                         |
| 12 1988 | 福井市文化会館 ホール               | 福井県 北陸支部   | 1,162  | 1989年3月21日（火・祝） | 大久保功治 喜田賦 田宮堅二 中村均 藤井むつ子                                       |
| 13 1989 | 熊本県立劇場 コンサートホール       | 熊本県 九州支部   | 1,813  | 1990年3月21日（水・祝） | 稲本耕一 大倉滋夫 永野哲 服部吉之 三好隆三                                         |
| 14 1990 | 郡山市民文化センター 大ホール       | 福島県 東北支部   | 2,004  | 1991年3月21日（木・祝） | 織田準一 中村均 松本熙 三村園子 村井祐児                                           |
| 15 1991 | 大宮ソニックシティ 大ホール         | 埼玉県 関東支部   | 2,505  | 1992年3月20日（金・祝） | 内山洋 小沢千尋 織田準一 呉信一 柴山洋 杉木峯夫 塚田靖 冨岡和男 藤井一男           |
| 16 1992 | 京都会館 第一ホール                 | 京都府 関西支部   | 2,015  | 1993年3月20日（土・祝） | 有馬純昭 石橋耕三 小串俊寿 北野徹 柴山洋 鈴木良昭 田宮堅二 松本熙 守山光三         |
| 17 1993 | 愛知県芸術劇場 コンサートホール     | 愛知県 東海支部   | 1,800  | 1994年3月20日（日）     | 赤松二郎 岡田知之 織田準一 呉信一 竹本義明 千葉直師 中川良平 堀内信彦 武藤賢一郎   |
| 18 1994 | 松山市民会館 大ホール               | 愛媛県 四国支部   | 1,825  | 1995年3月21日（火・祝） | 大倉滋夫 澤 敦 下地啓二 武田忠善 永岡嘉夫 中川良平 服部吉之 藤井むつ子 松本熙      |
| 19 1995 | 広島厚生年金会館 ホール             | 広島県 中国支部   | 2,001  | 1996年3月20日（水・祝） | 赤松二郎 岡崎耕治 呉信一 坂上弘志 武田忠善 冨岡和男 新田厚 佛坂幸男 村井祐児       |
| 20 1996 | 金沢市観光会館 ホール               | 石川県 北陸支部   | 1,919  | 1997年3月20日（木・祝） | 新井靖志 栗田雅勝 島貫利博 鈴木豊人 田宮堅二 堂阪清高 本田耕一 武藤賢一郎 守山光三 |

### 第21回（1997年）-第40回（2016年）
| 回 年度 | 会場                                       | 開催県 所属支部     | 座席数 | 開催日                  | 審査員                                                                             |
| ------- | ------------------------------------------ | ------------------- | ------ | ----------------------- | ---------------------------------------------------------------------------------- |
| 21 1997 | 札幌コンサートホールKitara 大ホール        | 北海道 北海道支部   | 2,020  | 1998年3月21日（土・祝） | 磯部周平 上原宏 大垣内英伸 織田準一 坂口聡 高橋知己 仲田守 中野富雄 真弓基教       |
| 22 1998 | アクロス福岡 福岡シンフォニーホール        | 福岡県 九州支部     | 1,871  | 1999年3月20日（土）     | 飯嶋豊 岡崎耕治 栗田雅勝 坂口雅教 津堅直弘 仲田守 永野哲 山口隆文 山本洋志         |
| 23 1999 | 宮城県民会館 大ホール                      | 宮城県 東北支部     | 1,593  | 2000年3月18日（土）     | 赤坂達三 梅津正好 澤 敦 関山幸弘 高橋知己 堂阪清高 彦坂眞一郎 三宅隆文 宮下宣子    |
| 24 2000 | 群馬音楽センター ホール                    | 群馬県 西関東支部   | 1,935  | 2001年3月20日（火・祝） | 秋山鴻市 生方正好 岡田真理子 織田準一 斉藤匠 千葉理 平野公崇 広田智之 吉永雅人     |
| 25 2001 | よこすか芸術劇場 大劇場                    | 神奈川県 東関東支部 | 1,806  | 2002年3月21日（木・祝） | 金井信之 高橋知己 中村均一 藤井むつ子 佛坂咲千生 松本熙 宮本明恭 村井祐児 守山光三 |
| 26 2002 | 長野県県民文化会館 大ホール                | 長野県 東海支部     | 2,173  | 2003年3月21日（金・祝） | 大嶋義実 四戸世紀 関口仁 曽我部清典 武田忠善 奥山晃 丸山勉 武藤賢一郎 森 茂        |
| 27 2003 | 岡山シンフォニーホール 大ホール            | 岡山県 中国支部     | 2,001  | 2004年3月20日（土・祝） | 赤松二郎 内山洋 梅津正好 北野徹 近藤孝司 須山芳博 田島勤 橋本眞介 和久井仁         |
| 28 2004 | 所沢市民文化センター ミューズ アークホール | 埼玉県 西関東支部   | 2,002  | 2005年3月19日（土）     | 井手詩朗 奥田昌史 小倉清澄 彦坂眞一郎 星野究 本田耕一 宮下宣子                     |
| 29 2005 | 岩手県民会館 大ホール                      | 岩手県 東北支部     | 1,991  | 2006年3月21日（火・祝） | 新井靖志 井口有里 織田準一 齊藤匠 高橋知己 三宅隆文 山本真                         |
| 30 2006 | 横浜みなとみらいホール 大ホール            | 神奈川県 東関東支部 | 2,034  | 2007年3月21日（水・祝） | 生方正好 大城正司 齊藤匠 寺田由美 新田幹男 松岡裕雅 丸山勉                         |
| 31 2007 | さいたま市文化センター 大ホール            | 埼玉県 西関東支部   | 2,006  | 2008年3月20日（木・祝） | 板倉康明 北野徹 神代修 下島昌史 次田心平 栃尾克樹 細川順三                         |
| 32 2008 | 富山市芸術文化ホール オーバード・ホール    | 富山県 北陸支部     | 2,200  | 2009年3月20日（金・祝） | 岡崎耕二 奥田昌史 須山芳博 高橋知己 田本摂理 中村均一 新田幹男                     |
| 33 2009 | 新潟市民芸術文化会館 コンサートホール      | 新潟県 西関東支部   | 1,890  | 2010年3月20日（土・祝） | 赤松二郎 大橋晃一 関口仁 曽我部清典 七澤英貴 平子久江 宮下宣子                     |
| 34 2010 | 鹿児島市民文化ホール 第1ホール             | 鹿児島県 九州支部   | 1,998  | 2011年3月19日（土）     | 井手茂貴 伊藤寛隆 北野徹 須山芳博 中村均一 七澤英貴 宮下宣子                       |
| 35 2011 | 三重県文化会館 大ホール                    | 三重県 東海支部     | 1,903  | 2012年3月20日（火・祝） | 大津立史 小川佳津子 竹本義明 橋本眞介 藤澤伸行 前田綾子 山内研自                   |
| 36 2012 | 岩手県民会館 大ホール                      | 岩手県 東北支部     | 1,991  | 2013年3月20日（水・祝） | 今井彰 小川佳津子 菊池公佑 高橋知己 栃尾克樹 古田俊博 真鍋恵子                     |
| 37 2013 | 倉敷市民会館 大ホール                      | 岡山県 中国支部     | 1,979  | 2014年3月21日（金・祝） | 安達雅彦 安藤芳広 飯塚一郎 井手詩朗 田本摂理 長瀬敏和 若狭和良                     |
| 38 2014 | 府中の森芸術劇場 どりーむホール            | 東京都 東京支部     | 2,027  | 2015年3月21日（土・祝） | 磯部周平 倉田寛 小林美香 長谷川智之 原博巳 平子久江 山本真                         |
| 39 2015 | アルファあなぶきホール 大ホール            | 香川県 四国支部     | 2,001  | 2016年3月19日（土）     | 芦田修次 大橋晃一 岡崎耕二 木村寛仁 雲井雅人 さかはし矢波 船迫優子                 |
| 40 2016 | 尼崎市総合文化センター 大ホール            | 兵庫県 関西支部     | 1,820  | 2017年3月18日（土）     | 國末貞仁 神代修 高鍋歩 濵地宗 藤原功次郎 本田耕一 森圭吾                           |

### 第41回（2017年）-
| 回 年度 | 会場                                          | 開催県 所属支部     | 座席数 | 開催日                  | 審査員                                                     |
| ------- | --------------------------------------------- | ------------------- | ------ | ----------------------- | ---------------------------------------------------------- |
| 41 2017 | よこすか芸術劇場 大劇場                       | 神奈川県 東関東支部 | 1,806  | 2018年3月21日（水・祝） | 今井彰 加藤明久 野沢岳史 平尾信幸 宗貞啓二 柳生和大 渡辺泰 |
| 42 2018 | 札幌コンサートホールKitara 大ホール           | 北海道 北海道支部   | 2,020  | 2019年3月21日（木・祝） |                                                            |
| 43 2019 | 福井県立音楽堂ハーモニーホールふくい 大ホール | 福井県 北陸支部     | 1,456  | 2020年3月20日（金・祝） |                                                            |
| 44 2020 | メディキット県民文化センター コンサートホール | 宮崎県 九州支部     | 1,818  | 2021年3月20日（土・祝） |                                                            |
| 45 2021 | やまぎん県民ホール 大ホール                   | 山形県 東北支部     | 2,007  | 2022年3月19日（土）     |                                                            |
| 46 2022 | アクトシティ浜松 大ホール                     | 静岡県 東海支部     | 2,336  | 2023年3月19日（日）     |                                                            |
| 47 2023 | 高崎芸術劇場 大劇場                           | 群馬県 西関東支部   | 2,027  | 2024年3月20日（水・祝） |                                                            |
| 48 2024 | 福井県立音楽堂ハーモニーホールふくい 大ホール | 福井県 北陸支部     | 1,456  | 2025年3月20日（木・祝） |                                                            |